# Tero Järvenpää
Tero Järvenpää (Tampere, 2 oktober 1984) is een Finse atleet, die is gespecialiseerd in het speerwerpen. Hij nam eenmaal deel aan de Olympische Spelen, maar won hierbij geen medailles.
Zijn grootste prestatie behaalde hij bij de senioren in 2007 door op de wereldkampioenschappen atletiek 2007 in Osaka achtste te worden. Met een beste poging van 82,10 m wierp hij iets meer dan acht meter minder ver dan zijn landgenoot en winnaar Tero Pitkämäki. Twee jaar eerder won hij een zilveren medaille op de Universiade.
Op de Olympische Spelen van 2008 in Peking werd hij vierde met 83,95 m.

## Persoonlijk record
| Onderdeel   | Prestatie | Datum       | Plaats |
| ----------- | --------- | ----------- | ------ |
| speerwerpen | 84,95 m   | 12 mei 2006 | Doha   |

## Palmares

### speerwerpen
Kampioenschappen
- 2001:  WK jeugd - 68,85 m
- 2003:  EK junioren - 73,66 m
- 2003:  Militaire Wereldspelen - 74,32 m
- 2005:  Universiade - 79,51 m
- 2007: 8e WK - 82,10 m
- 2007: 8e Wereldatletiekfinale - 82,10 m
- 2008: 4e OS - 83,95 m
- 2008: 5e Wereldatletiekfinale - 79,96 m
- 2009: 11e WK - 75,57 m

Golden League-podiumplaatsen
- 2008:  ISTAF - 84,07 m
- 2008:  Bislett Games - 86,49 m
- 2008:  Golden Gala - 84,53 m
- 2008:  Weltklasse Zürich - 86,45 m